# 金惠琳
金惠琳（1968年5月19日—），韓國女歌手，母親是歌手羅愛心。1988年參加KBS音樂節目《年輕的行進》入行，1989年推出首張專輯《DDD》（韓語：디디디），同年獲得MBC10代歌手歌謠節年度最佳新人獎。

## 音樂作品

### 正規專輯
| 專輯 # | 專輯資料                                                                      |
| ------ | ----------------------------------------------------------------------------- |
| 1st    | 首張專輯《DDD》 （디디디） - 發行日期：1989年 - 語言：韓語                          |
| 2nd    | 第二張專輯《時機成熟／現在我們離開吧》（때가 되면/이젠 떠나가볼까） - 發行日期：1991年8月 - 語言：韓語 |
| 3rd    | 第三張專輯《原本》（있는 그대로） - 發行日期：1993年4月 - 語言：韓語                     |
| 4th    | 第四張專輯《金惠琳》 - 發行日期：1994年10月 - 語言：韓語                      |
| 5th    | 第五張專輯《Beyond The Sorrow》 - 發行日期：1996年3月 - 語言：韓語            |
| 6th    | 第六張專輯《Beginning》 - 發行日期：1997年 - 語言：韓語                       |
| 7th    | 第七張專輯《現在回到鏡子之前》（이제는 돌아와 거울앞에 선） - 發行日期：1998年8月 - 語言：韓語         |
| -      | 精選輯《99Best現在》（99 Best 이젠） - 發行日期：1999年8月 - 語言：韓語                   |
| -      | 單曲《也許你喜歡》（어쩌면 좋아） - 發行日期：2007年5月3日 - 語言：韓語                  |